# 元谋恶味苘麻
元谋恶味苘麻（学名：Abutilon hirtum var. yuanmouense）为锦葵科苘麻属下的一个变种。

## 扩展阅读
- 維基物種上的相關：元谋恶味苘麻